# Доленє-при-Єлшанах
Доленє-при-Єлшанах (словен. Dolenje pri Jelšanah) — поселення в общині Ілірська Бистриця, Регіон Нотрансько-крашка, Словенія. Висота над рівнем моря: 482,3 м.